# 非人番
非人番（ひにんばん）とは、江戸時代に農村の治安維持の任務を与えられていた生業を指す。名称は似ているが、物乞いを生業としていた野非人とは全く異なる人々である。主として、関西地方に存在した。

## 非人番の社会的役割
彼らに与えられていた役割は、盗賊および野非人（本来非人身分ではないが、経済的困窮により非人の状態になった者、乞食）の取締りであった。その報酬として米や麦を与えられていた。これを非人番給という。